# Roodbonte dwergral
De roodbonte dwergral (Rufirallus leucopyrrhus synoniem: Laterallus leucopyrrhus) is een vogel uit de familie van de Rallen, koeten en waterhoentjes (Rallidae). De vogel werd in 1819 geldig beschreven door de Franse vogelkundige  Louis Pierre Vieillot.

## Verspreiding en leefgebied
Deze soort komt voor in zuidoostelijk Zuid-Amerika van zuidoostelijk Brazilië tot Uruguay, Paraguay en noordelijk Argentinië.